# Thököly út
A Thököly út Budapest egyik fontos közútja a Baross tér és a Bosnyák tér között. Hosszú ideig villamos közlekedett rajta, bár a vágányok még részben megvannak, átmenetileg autóbuszok biztosítják a közösségi közlekedést. 2009-es felújítását megelőzően a város utolsó jelentős nagykockaköves burkolatú főútja volt.

## Fekvése
Határai: Verseny utca 2., Nagy Lajos király útja 142.

## Története
Korábbi nevei: 1850-től Csömörerweg (Csömörerstrasse), 1874-től Csömöri út, 1906-tól Thököly út.
1906-ban, amikor Thököly Imre, Zrínyi Ilona és II. Rákóczi Ferenc földi maradványait hazaszállították az iszmiri és a galatai temetőkből, a Keleti pályaudvarra érkeztek a díszes koporsók. Az akkori Csömöri út Zugló felé vezető szakasza ebből az alkalomból kapta a Thököly út nevet.
A tömegközlekedés már a 19. század derekán megjelent az útvonalon, 1885-ben pedig már lóvasút járt rajta egészen a Stefánia útig. Ezt 1887-ben a Róna utcáig hosszabbították, majd villamosították. A befejező, Bosnyák tér – Róna utca szakasz 1899-ben készült el. A Thököly út egészen a vele szoros egységben lévő Rákóczi úti villamos megszüntetéséig (1972) Budapest egyik legfontosabb közúti-vasúti tengelye maradt (erre járt a Rákos-pataknál végállomásozó 44-es 1995-ig és a Mexikói útnál elkanyarodó 67-es villamos is 1997-ig). A villamospályát üzemi menetekre még használták 2001-ig. (Ezután a Nagy Lajos király útja - Fehér út tengelyen meginduló új 3-as villamos pályája vette át a szerepét.) A Thököly úton utoljára a 3866-os és a 3890-es pályaszámú UV közlekedett 2003. május 3-án, hol 44-es, hol 67-es jelzéssel – a VEKE szervezésében.
1974-ben átadták az Újpalotára átvezető Csömöri/Drégelyvár utcai felüljárót. Az 1971-ben elindult 73-as-busz már kerülő nélkül, rövidebb útvonalon tudta elérni az épülő lakótelepet. A villamosok szerepét fokozatosan a 7-es buszcsalád járatai vették át, mivel az – a Baross térnél elvágott villamosokkal ellentétben – átszállásmentes kapcsolatot biztosított a Belváros és Buda irányába is. Az út állapota a 2000-es évekre igen leromlott; a Baross tér és a Hungária körút között nagykockakő borítású szakasz a város egyik legkátyúsabb útvonala volt. A villamosvágányok és -felsővezetékek szakaszosan hiányoznak.
A Rákos-pataknál lévő hurokvágányban utoljára egy emlékmenet során, 2005-ben járt villamos. Azóta benőtte a növényzet, illetve a hurok észak-keleti végénél földhányásokkal torlaszolták el a pályát. 2020-ban néhány hónapig egy betonüzemet rendeztek be rajta.
2006 márciusában a Fővárosi Közgyűlés a Főmterv Zrt. és más szakértők véleményére alapozva döntést hozott arról, hogy az út felújítása során felszámolják a villamosvágányokat, mivel szerintük a forgalmi adatok mellett az is a villamosközlekedés helyreállítása ellen szól, hogy a tervezett metróvonal fölött 10 milliárd forintba kerülne újjáépíteni a síneket. A VEKE tiltakozott a döntés ellen, bírálva a forgalmi elemzések módszereit.
2007-ben a közműkiváltásokkal megkezdődtek az M4-es metróvonal Keleti pályaudvar állomásának építési munkálatai a Thököly út alatt. Az út Baross tér és Dózsa György út közötti szakaszát 2008 márciusától lezárták a forgalom elől, a közösségi közlekedés kivételével. 2009. augusztus-október folyamán az utat 470 millió forintos költséggel felújították a Dózsa György út és a Bosnyák tér között: a 300 000 darab kockakövet felszedték, és helyettük két rétegű aszfaltburkolatot kapott. A villamosvágányok a helyükön maradtak, és az út jelentős részén (irányonként 1 km hosszan) kétoldali kerékpársávot is kialakítottak.
A Baross tér és a Dózsa György út közötti szakasz felújítása 2013. november 30-án fejeződött be.

### Híres lakói
- Karinthy Frigyes (1887–1938) író, költő, műfordító (95.)[13]
- Kesjár Csaba (1962–1988) autóversenyző (136.)
- Párkányi József (1920–2012) római katolikus pap, jogász, kanonok (106/a)
- Sarkadi Imre (1921–1961) Kossuth-díjas író, újságíró, dramaturg (85.)
- Szép Ernő (1884–1953) költő, regényíró, újságíró, színpadi szerző (85.)[13]

## Nevezetes épületei

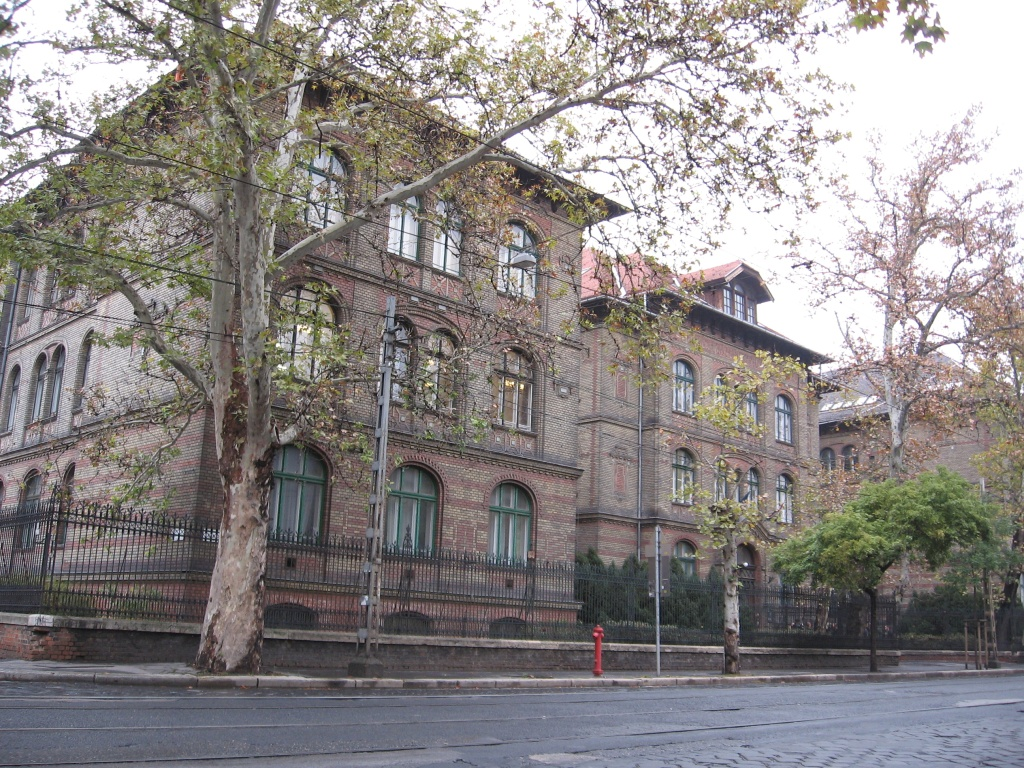
Az Óbudai Egyetem Ybl Miklós Építéstudományi Karának épülete

- Baross tér (Thököly út eleje). Keleti pályaudvar (Rochlitz Gyula, 1881–1884)
- Thököly út 41. Vietnámi Szocialista Köztársaság Nagykövetsége
- Thököly út 48–54. BMSZC Petrik Lajos Két Tanítási Nyelvű Technikum (régebbi épülete: Bálint Zoltán és Jámbor Lajos, 1914)
- Thököly út 56. Rózsafüzér Királynéja-templom (Hofhauser Antal, 1912–1915)
- Thököly út 58–60. Mónus János, OKISZ. Terv: 1970, kivitel: 1971–73. „A brutalizmus egyik legjobbja Budapesten.” (Branczik Márta)[14]
- Thököly út 72. Románia budapesti nagykövetsége
- Thököly út 74. Magyar Agrár- és Élettudományi Egyetem, Ybl Miklós Építéstudományi Kar (Kolbenheyer Gyula és H. Gaál Adorján, 1901)
- Thököly út 80. Thököly vendéglő
- Thököly út 83. Zuglói zsinagóga (1930 előtt)
- Thököly út 97–101. Budapest Környéki Törvényszék
- Thököly út 103. Zugló megállóhely (1948)
- Thököly út 173. Zugló kocsiszín (1899)

## Közlekedése
A Thököly út a nagy pesti kelet–nyugati közlekedési tengely északkeleti mellékága. A Thököly úti vonal a Baross térnél válik ki a Rákóczi úti főirányból és a Bosnyák térig tart.

### Közösségi közlekedés
Bár a villamosvágányok az út jelentős részén még megvannak, jelenleg csak autóbuszokkal biztosítják a közösségi közlekedést. A legjelentősebb közülük a 7-es buszcsalád, amely a út teljes hosszában közlekedik. (A Thököly úti buszjáratok magas csúcsidőszaki kihasználtsága indokolná a felszámolt villamos korridor újra aktiválását.)

### Kerékpáros közlekedés
A 2009. őszi felújítás során kétoldali kerékpársávot létesítettek a Dózsa György út – Hermina út, valamint a Mexikói út – Róna utca közötti szakaszokon. A kimaradó szakaszokon a szűk útfelület miatt nem alakítottak ki kerékpársávot, de a Róna utca – Bosnyák tér szakaszon szélesebb külső sáv segíti a kerékpáros közlekedést, valamint a Hungária körút kereszteződésénél, 2011-ben kerékpáros nyomokat festettek fel. A sáv a Kerékagy szakblog szerzője szerint a második megfelelő kialakítású kerékpáros útvonal a városban (az Alkotmány utcai sávok után).